# Bebe Cool
Bebe Cool (1 de septiembre de 1977 (47 años) (seudónimo de Moses Sali) es un top músico de reggea y ragga ugandés. Hacia 1997, comenzó su carrera en Nairobi, Kenia, y unos años más tarde se trasladó de nuevo a su país de origen. Bebe Cool fue uno de los primeros artistas afiliados a DJ Ogopa, una productora y sello discográfico en Kenia.
Dos de sus sencillos populares son "Fitina" y "Mambo Mingi". Ha colaborado con Halima Namakula, una veterana música de Uganda, en su pista de cruce "Sambagala". Ha publicado dos discos como solista, Maisha y Senta. Sus letras están en idioma luganda, suajili, y en inglés.
Bebe es un ganador en tres ocasiones del Premio Artista del Año en los prestigiosos HiPipo Music Awards y ganó varios premios en los Pearl of Africa Music Awards (PAM Awards). H sido nominado para los Kora All-African Awards en 2003 y en 2005. Ha viajado por RU y EE. UU.
Junto con el dúo de Kenia Necessary Noize, Bebe ha formado un grupo de reggae conocido como East African Bashment Crew. Han lanzado un álbum, Fire, y dos simples hit, "Africa Unite" y "Fire". El grupo fue nominado a los Premio inaugural 2008 de MTV Africa Music Awards.
En enero de 2010, fue herido cuando un policía le disparó, recuperándose bien.
El 11 de julio de 2010, Bebe se presentaba en el Kyadondo Rugby Club, cuando una bomba fijada por grupo terrorista somalí islamista al-Shabaab explotó (ataques a  Kampala de julio de 2010). De acuerdo a Cool, "La mayoría de las personas que murieron estaban justo en frente de mí. La explosión fue tan fuerte, lo siguiente que vi eran partes de cuerpos por el aire."
Bebe realizó un concierto en el Nelson Mandela 46664, en el Hyde Park de Londres y también fue nombrado por Nelson Mandela como embajador africano. 46664, siendo una campaña de sensibilización contra el VIH / SIDA que fue iniciado por el fallecido Nelson Mandela.
En 2014, su tema remezcla Born in África fue elegida entre las mejores canciones de todos los tiempos de África. La canción llegó al número 15 en "Cincuenta Himnos para África"; eran oyentes de la BBC World Service sugiriendo las canciones africanas que resumían el continente para ellos. Esto fue con motivo del 50.º aniversario de la Unión Africana - anteriormente la Organización de la Unidad Africana, con las sugerencias, de la BBC DJ Edu, quien presentaba un programa de música africana semanal de radio de la BBC, compilando en una mezcla especial, de cinco minutos con 50 canciones de 50 países.
En el año 2013, tuvo una batalla musical con uno de los mejores artistas de Nigeria D'banj en el lugar neutral Glamis Arena Harare Zimbabwe. El espectáculo fue organizado bajo el tema de Battle for Africa Bebe poniendo una gran actuación en esa batalla.

## Galardones

### Ganó
- 2004 Pearl of Africa Music Awards – Mejor Artista de Reggae/Grupo[10]
- 2005 Pearl of Africa Music Awards – Mejor Artista de Reggae/Grupo[11]
- 2006 Pearl of Africa Music Awards – Mejor Artista de Reggae/Grupo[12]
- 2006 Pearl of Africa Music Awards – Canción del Año[13]
- 2007 Pearl of Africa Music Awards – Mejor Artista de Reggae/Grupo[14]
- 2007 Pearl of Africa Music Awards – Mejor Artista Masculino[15]
- 2007 Channel O Music Video Awards -Video del Año[16]
- 2008 Pearl of Africa Music Awards – Mejor Artista Masculino & de Reggae/Grupo & Artista Mejor de Ragga/Group[17]
- 2010 Pearl of Africa Music Awards – Artista del Año 2010, Mejor Artista de Reggae/Grupo y Álbum del Año[18]
- 2011 Pearl of Africa Music Awards – Mejor Artista Masculino[19]
- 2013 HiPipo Music Awards – Mejor Canción de Reggae con Rema (Missing You)[20]
- 2013 HiPipo Music Awards – Artista del Año[20]
- 2014 HiPipo Music Awards – Mejor Canción Masculina de REGGAE: Love Letter – Bebe Cool and Irene Ntale[21]
- 2014 HiPipo Music Awards – Mejor RAGGA-DANCEHALL Song : Kokodiosis[21]
- 2014 HiPipo Music Awards – Mejor Intérprete en Escenario:[21]
- 2014 HiPipo Music Awards – Mejor Artista en Medios Sociales[21]
- 2014 HiPipo Music Awards – Mejor Artista Masculino[21]
- 2014 HiPipo Music Awards – Artista del Año[21]
- 2015 HiPipo Music Awards – Mejor Canción Masculina de REGGAE : Love You Everyday – Bebe Cool[22]
- 2015 HiPipo Music Awards – Video del Año : Love You Every - Bebe Cool[22]
- 2015 HiPipo Music Awards – Mejor Performance de Concierto - Mejor Concierto de Bebe Cool:[21]
- 2015 HiPipo Music Awards – Most Active Fans Group - Familia Gagamel:[21]
- 2015 HiPipo Music Awards – Mejor Artista Masculino[22]
- 2015 HiPipo Music Awards – Artista del Año[22]

### Nominado
- 2003 Kora Awards – Mejor Artista del África del este[23]
- 2007 Mobo Awards
- 2011 Tanzania Music Awards – Mejor Canción de África del este ('Kasepiki')[24]
- 2013 HiPipo Music Awards – Mejor Canción de Reggae (Ntuyo Zange), Mejor Dancehall/Canción Ragga (No Body Move), Mejor Músico en Medios Sociales[25]
- Nominado al Afrimma Awards 2014
- Australia Radio Afro Canción del Año 2015